# أبو الحسن المجاشعي
أبو الحسن علي بن فضّال بن علي بن غالب الفرزدقي المجاشعي التميمي (404 هـ - 479 هـ / 1013م - 1087م) مؤرخ، ومفسر، وأديب، وعالم باللغة والنحو من علماء المسلمين في القرن الخامس الهجري، وهو من أحفاد الشاعر المشهور الفرزدق، ولد في مدينة هجر من أعمال إقليم البحرين في سنة 404 هـ قال شمس الدين الذهبي: «كان ابن فضال المجاشعي إماماً في اللغة، والنحو، والسير».
وقد طاف علي بن فضال المجاشعي البلاد وزار بغداد ومكة والمدينة المنورة وبلاد فارس وخراسان ودخل غزنة وحضي بمكانةٍ كبيرة عند سلاطين الدولة الغزنوية، كما اتصل بالوزير نظام الملك وزير الدولة السلجوقية وتوفي في بغداد في سنة 479 هـ وله خمس وسبعون عاماً قال صلاح الدين الصفدي: «علي بن فضال المجاشعي النحوي كان إماماً في اللغة والنحو والتفسير وله نظم ومصنفات سافر ما بين العراق وخراسان ودخل غزنة وأقام بها مدة وصادف قبولاً بها وصنف عدة مصنفات واتصل بالوزير نظام الملك وتوفي في بغداد في سنة تسع وسبعين وأربع مائة وحدث ببغداد عن شيوخه بالغرب وكان يعرف بالفرزدقي القيرواني».
وقال جمال الدين القفطي: «كانت مسقط رأس علي بن فضال المجاشعي مدينة هجر، ورحل وطاف البلاد ودوخ الأرض، ذات الطول والعرض، مصر وشأماً، وعراقا وعجماً، حتى وصل إلى مدينة المشرق غزنة فتقدم بها، وأنعم عليه أماثلها، وأختاروا عليه التصانيف، وشرع في ذلك وصنف لكل رئيس منهم ما اقتضاه، ثم أنكفأ راجعاً إلى العراق، وأنخرط في جماعة نظام الملك الوزير ولم تطل أيامه بعد ذلك».

## اسمه ونسبه
- هو: علي بن فضال بن علي بن غالب بن جابر بن عبد الرحمن بن مُحَمد بن عمرو بن عيسى بن حسن بن زمعة بن همام بن غالب بن صعصعة بن ناجية بن عقال بن مُحَمد بن سُفَيان بن مُجَاشع بن دارم بن مالك بن حنظلة بن مالك بن زيد مناة بن تميم بن مر بن أد بن عمرو بن إلياس بن مُضَر بن نزار بن معد بن عدنان الفرزدقي المُجَاشعي الدارمي الحنظلي التميمي يُكَنى بأبي الحسن.[5]

كان جده صعصعة بن ناجية المجاشعي التميمي من الصحابة قال ابن حجر العسقلاني: «كان صعصعة من أشراف بني مجاشع في الجاهلية والإسلام، وهو ابن عم الصحابي الأقرع بن حابس».

## شعره
من شعر علي بن فضال المجاشعي التميمي قوله:

## مؤلفاته
- «الإكسير في علم التفسير»، خمسة وثلاثون مجلدًا
- «البرهان العميدي»، في التفسير، عشرون مجلدًا
- «النُكَت في القرآن»
- «شرح بسم الله الرحمن الرحيم»
- «الفضول في معرفة الأصول»
- «المقدّمة في النحو»
- «شرح عنوانُِ الإعراب»
- «العواملُ والهوامل»، في الحروف خاصّة
- «الإشارة في تحسين العبارة»
- «شرح معاني الحروف»
- «إكسيرُ الذهب في صناعة النحو والأدب »
- «معارف الأدب»
- «شجرة الذهب في معرفة أئمة الأدب»
- «العروض»
- «الدُول، في التاريخ»، خمسة وثلاثون مجلدًا.

## وفاته
قال ابن كثير الدمشقي في البداية والنهاية: «وفي سنة تسع وسبعين وأربعمائة توفي علي بن فضال المجاشعي أبو الحسن المغربي في بغداد وله من المصنفات الدالة على علمه وغزارة فهمه، وأسند الحديث، ودفن في باب أبرز».